# Freedom (George Michael-dal)
A Freedom! '90 című kislemez George Michael brit énekes kislemeze, amely az Epic Records kiadásában jelent meg 1990. október 24-én. A "90"-et Michael adta hozzá a dal címéhez, hogy megkülönböztesse azt a Wham! dalától.

## Történet
A dal gyónás George Michael részéről, beismerése a Wham! együttessel elért sikernek és szerencsének – amit közvetlenül Andrew Ridgeley-nek, a "haver"-nak címzett az énekes. Az okosan megírt szöveg tükrözi Michael kísérletét a Sony Music-tól való elszakadásra. Bár Michael homoszexualitására pár évvel később derült fény, amikor egy nyilvános WC-ben letartóztatták, a dal tükrözi küzdelmét is, amit rejtett homoszexuális művészként vívott. Azóta Michael nyíltan beszélt erről, de nem szereti, amikor kizárólag ez alapján ítélik meg őt.

## Videóklip
George Michael maga nem szerepelt a videóklipben, amelyet David Fincher rendezett – az énekes helyett több szupermodell énekli el a dalt (Naomi Campbell, Linda Evangelista, Christy Turlington, Tatjana Patitz, Cindy Crawford, Todo Segalla és Scott Benoit). A klipben szerepel Michael múltjának néhány jellemző szimbóluma, egy gitár, egy zenegép és egy bőrdzseki a Faith-korszakból.
| #         | Kiadó cég | Ország | Formátum    | Megjelent      | Produkciós cég   | Rendező       | Producer | Kiadó | Fotó                         | Közreműködők                                                                          |
| --------- | --------- | ------ | ----------- | -------------- | ---------------- | ------------- | -------- | ----- | ---------------------------- | ------------------------------------------------------------------------------------- |
| 1. verzió |           | USA    | zenei video | 1990. november | Propaganda Films | David Fincher |          |       | Mike Southon, Philip Sindall | Linda Evangelista, Naomi Campbell, Christy Turlington, Cindy Crawford, Tatjana Patitz |

## Sikerek
A Freedom 90! 6 perc 29 mp hosszú, de egy rövidebb verzió is készült a rádiók számára. A "90!"-es évszámot Michael tette a szám címe mögé, hogy megkülönböztesse dalát a Wham! számától, amely 1984-ben az Egyesült Királyság slágerlistáján az 1. helyen végzett, 1985-ben Amerikában pedig a 3. lett. Ez volt a második kislemez a Listen Without Prejudice Vol. 1 című albumáról és az Atlanti-óceán két partján különböző eredményeket ért el: 28. lett az Egyesült Királyság kislemez listáján, az amerikai Billboard Hot 100 listán viszont a 8. lett, több, mint 500 000 eladott példánnyal elnyerte a RIAA aranylemez minősítését. 12 hétig a Billboard Top 40 listán maradt 1990 végén, 1991 elején.

## Helyezések
| Slágerlista (1990)                             | Csúcs pozíció |
| ---------------------------------------------- | ------------- |
| Japán kislemez listája                         | 1             |
| Kanada RPM Magazin listája                     | 1             |
| Hollandia kislemez listája                     | 7             |
| Amerika Billboard Hot 100                      | 8             |
| Amerika Hot Dance Club Play                    | 16            |
| Amerika Billboard Hot Dance Club Songs listája | 16            |
| Írország kislemez listája                      | 17            |
| Ausztrália kislemez listája                    | 18            |
| Franciaország kislemez listája                 | 23            |
| Új-Zéland kislemez listája                     | 13            |
| Ausztria Ö3 Top 40 listája                     | 25            |
| Egyesült Királyság kislemez listája            | 28            |
| Németország kislemez listája                   | 41            |

## Formátumok és tracklista
Kislemez CD (USA)

(Megjelent: 1990. december 15.)
1. "Freedom 90" – 6:29
2. "Fantasy" – 4:12

## Eredeti verzió, remixek
1. "Freedom 90" (Radio Version) 7:11
2. "Freedom 90" (Radio Mix) 7:00
3. "Freedom 90" (Mix 1 Vox Hi) 6:36
4. "Freedom 90" (12" Fab Four Mix for Cleveland City) 8:25
5. "Freedom 90" (X-tended Club Mix) 6:47
6. "Freedom 90" (Ruffneck Mix) 8:23
7. "Freedom 90" (Alternative Mix) 7:12

## Feldolgozások
- Emlékezetes feldolgozás Robbie Williams verziója, amely egyben első szóló kislemeze is 1996-ból. Williams előző évben vált ki a Take That együttesből, a Freedommal azonosítja magát a dal életérzésével, kihagyta a dal szövegéből a következő sort: "we had every bigshot goodtime band on the run boy, we were living in a fantasy".
- A 2007-ben készült Férj és férj című Adam Sandler-filmben is szerepel a Freedom! '90 verziója.
- Alicia Keys amerikai R&B énekesnő a 2007-es MTV Video Music Awards gálán adta elő a dalt.[11]
- A Mézengúz című számítógép-animációs filmben is felhasználták a dalt.[12]
- Az American Idol tehetségkutató műsor 7. részében a legjobb 12 versenyző közösen énekelte el a dalt, George Michael Faith és Father Figure című dalával.[13]

## Robbie Williams verziója
A Freedom című kislemez Robbie Williams 1996. augusztus 12-én megjelent debütáló szóló kislemeze, amely az után jelent meg, hogy az énekes otthagyta a Take That-et.
Az Egyesült Királyságban a slágerlista 2. helyére került fel, 26 hellyel magasabbra, mint George Michael eredeti dala. A Freedom nem került fel egyik stúdióalbumára sem. A dal videóklipje nagyon egyszerű: Williams letesz egy kamerát a földre és táncol egy utcán, a tengerparton és egy zebrán. Ezzel a klippel ünnepli kiválást a korábbi zenekarából. A kislemezből 280 000 példányt adtak el 1996 végére, a BPI ezüstlemezzé nyilvánította.

## Helyezések
| Slágerlista (1996)                  | Legmagasabb |
| ----------------------------------- | ----------- |
| Egyesült Királyság kislemez listája | 2           |
| Ausztrália ARIA kislemez lista      | 6           |
| Írország kislemez listája           | 6           |
| Finnország kislemez listája         | 7           |
| Olaszország kislemez listája        | 8           |
| Svájc kislemez listája              | 8           |
| Németország kislemez listája        | 10          |
| Hollandia kislemez listája          | 12          |
| Belgium (flamand) kislemez listája  | 16          |
| Belgium (vallon) kislemez listája   | 16          |
| Ausztria kislemez listája           | 19          |
| Svédország kislemez listája         | 24          |
| Új-Zéland kislemez listája          | 39          |

## Külső hivatkozások
- George Michael videóklipje a YouTube-on
- Robbie Williams videóklipje a YouTube-on